# Shenhua Group
Lo Shenhua Group Corporation Limited o, più brevemente, lo Shenhua Group (cinese: 神华集团; pinyin: Shénhuánéngyuán) è una società di proprietà statale della Cina, attiva nei settori dell'estrazione mineraria e dell'energia. È la più grande società di produzione di carbone del mondo. Fu fondata nell'ottobre 1995 sotto gli auspici del Consiglio di Stato della Repubblica Popolare Cinese.

## Attività
Lo Shenhua Group gestisce il bacino carbonifero di Shenfu Dongsheng nonché le reti ferroviarie, le centrali elettriche, le infrastrutture portuali, la flotta marittima e i progetti di liquefazione del carbone collegati all'attività estrattiva. In aggiunta alla produzione di carbone in Cina, lo Shenhua sta cercando investimenti anche in Mongolia, Indonesia e Australia.
Ci si aspettava che l'impianto CTL (coal-to-liquids, "da carbone a liquidi"), con sede nella Mongolia Interna ricca di carbone, lanciasse la produzione nel terzo trimestre del 2008. L'azienda ha costruito il primo impianto carbone a olefine. Il 2 novembre 2010 la Dow Chemical Company ha annunciato piani per chiedere il permesso di costruire il progetto integrato di Yulin, un'impresa congiunta con lo Shenhua per realizzare un complesso integrato di carbone, energia e prodotto chimici di Yulin (Shaanxi).

## Sussidiarie
La società has più di 30 sussidiarie, tra le quali:
- Shenhua Shenfu Coal Co.
- Dongsheng Coal Co.
- Shenhua Coal Trading
- Shenhua Shendong Power Co.
- Shenhua Railway Co.
- Shenhua Huanghua Port Co.
- Shenhua International Trading Co.
- Shenhua International (Hong Kong) Co.
- Shenhua Clean Coal Co.

Una menzione particolare merita la sussidiaria China Shenhua Energy Company, che è quotata alla Borsa di Hong Kong e a quella di Shanghai.

## Controversie
Lo Shenhua Group è la più grande azienda di estrazione del carbone della Cina. Gli effetti ambientali dell'industria carbonifera sono notevoli.

### Inquinamento delle acque
Secondo Greenpeace nel luglio 2013 lo Shenhua Group ha ridotto i livelli freatici in una regione della Mongolia Interna e scaricato alti livelli di liquami tossici.